# Serica ventura
Serica ventura är en skalbaggsart som beskrevs av Dawson 1932. Serica ventura ingår i släktet Serica och familjen Melolonthidae.

## Underarter
Arten delas in i följande underarter:
- S. v. personata
- S. v. dorsalis